# Tunduma (TC)
Tunduma (TC) (Tunduma Town Council) ist ein Distrikt der Region Songwe im Südwesten von Tansania. Der Distrikt grenzt von Nordwesten bis Nordosten an den Distrikt Momba, im Osten an den Distrikt Ileje und im Süden an den Distrikt Nakonde in Sambia.

## Geographie
Der Distrikt hat eine Fläche von 419 Quadratkilometer und 219.309 Einwohner (Volkszählung 2022). Das Land liegt in einer Höhe zwischen 1400 und 1650 Meter über dem Meer.
Das Klima ist warm und gemäßigt, Cwa nach der effektiven Klimaklassifikation. Im Jahresdurchschnitt regnet es 1302 Millimeter, der Großteil davon in den Monaten Dezember bis März. Die Monate Juni bis September sind sehr trocken. Die Durchschnittstemperatur liegt zwischen 16,6 Grad Celsius im Juli und 22,3 Grad im Oktober.

## Geschichte
Die Bedeutung von Tunduma erreichte einen Höhepunkt, als die von Daressalam ausgehende Bahnlinie im August 1973 Tunduma und damit die Grenze zu Sambia erreichte.
Der Distrikt Tunduma (TC) wurde 2015 durch Abspaltung vom Distrikt Momba gegründet.

## Verwaltungsgliederung
Der Distrikt besteht aus einem Wahlkreis und 15 Bezirken:
- Majengo
- Mpande
- Chapwa
- Maporomoko
- Kaloleni
- Sogea
- Tunduma
- Katete
- Muungano
- Mwakakati
- Uwanjani
- Chipaka
- Chiwezi
- Makambini
- Mpemba

## Bevölkerung
Die größten ethnischen Gruppen sind die Nyamwanga, Nyiha, Ndali, Kinga und die Safwa. Die Einwohnerzahl stieg von 51.792 bei der Volkszählung 2002 auf 97.562 im Jahr 2012 und weiter auf 142.943 im Jahr 2016. Im Jahr 2022 lebten 219.309 Menschen in 56.589 Haushalten.
Bevölkerungswachstum:
| Volkszählung | Einwohner |
| ------------ | --------- |
| 2002         | 34.316    |
| 2012         | 97.562    |
| 2022         | 219.309   |

## Einrichtungen und Dienstleistungen
- Bildung: Im Distrikt befinden sich 29 Grundschulen und 8 weiterführende Schulen.[9]
- Gesundheit: Für die medizinische Versorgung der Bevölkerung gibt es ein Krankenhaus, zwei Gesundheitszentren und sieben Apotheken.[10]
- Wasser: Im Jahr 2015 wurden 34 Prozent der Bevölkerung mit sicherem und sauberem Wasser versorgt.[11]

## Wirtschaft und Infrastruktur
- Handel: Auf Grund seiner Lage an der Grenze zu Sambia ist Tunduma ein wichtiges Handelszentrum.[12] Zur Verbesserung des Handels förderte die Europäische Union 2022 die Errichtung eines Marktes. Ziele waren die Erhöhung der Sicherheit und die Erhöhung des Einkommens kleiner Händler.[13]
- Straße: Durch Tunduma verläuft die asphaltierte Nationalstraße T1 von Daressalam nach Sambia.[14] In der Stadt zweigt davon die ebenfalls asphaltierte Nationalstraße nach Rukwa ab.[15]
- Eisenbahn: In Tunduma befindet sich der Grenzbahnhof der von TAZARA betriebenen Bahnlinie von Daressalam nach Sambia.[16]

## Politik
Vorsitzender des Stadtsenates ist Ayubu Mlimba.